# Juan Antonio Falcón
Juan Antonio Falcón Iturrizaga fue un sacerdote peruano. Fue Obispo del Cusco entre 1892 y 1909.
Nació en Lima el 12 de junio de 1838. Se ordenó como diácono en junio de 1862 y como sacerdote en diciembre de ese mismo año por el Arzobispo de Lima José Sebastián de Goyeneche y Barreda. El 25 de octubre de 1892 fue seleccionado para ser obispo del Cusco, sede que se encontraba vacante desde el fallecimiento en 1883 el obispo Pedro José Tordoya. La selección fue confirmada el 19 de enero de 1893 y el 29 de junio de ese año fue ordenado obispo por el Arzobispo de Amasea José Macchi. Ocupó la silla episcopal del Cusco durante 18 años hasta su fallecimiento el 1 de mayo de 1909. Se encuentra enterrado en la cripta de la Catedral del Cusco.
Durante su gestión se destaca el apoyo que prestó al Centro Científico del Cusco, organización académica fundada en 1897 que tuvo como finalidad realizar estudios geográficos del departamento del Cusco para brindarlas al gobierno peruano. Asimismo, suscribió el acuerdo para la llegada de los Congregación Salesiana al Cusco en 1905 para la fundación del Colegio Salesiano del Cusco.